# Plectranthus verticillatus
Plectranthus verticillatus là một loài thực vật có hoa trong họ Hoa môi. Loài này được (L.f.) Druce miêu tả khoa học đầu tiên năm 1917.

## Hình ảnh

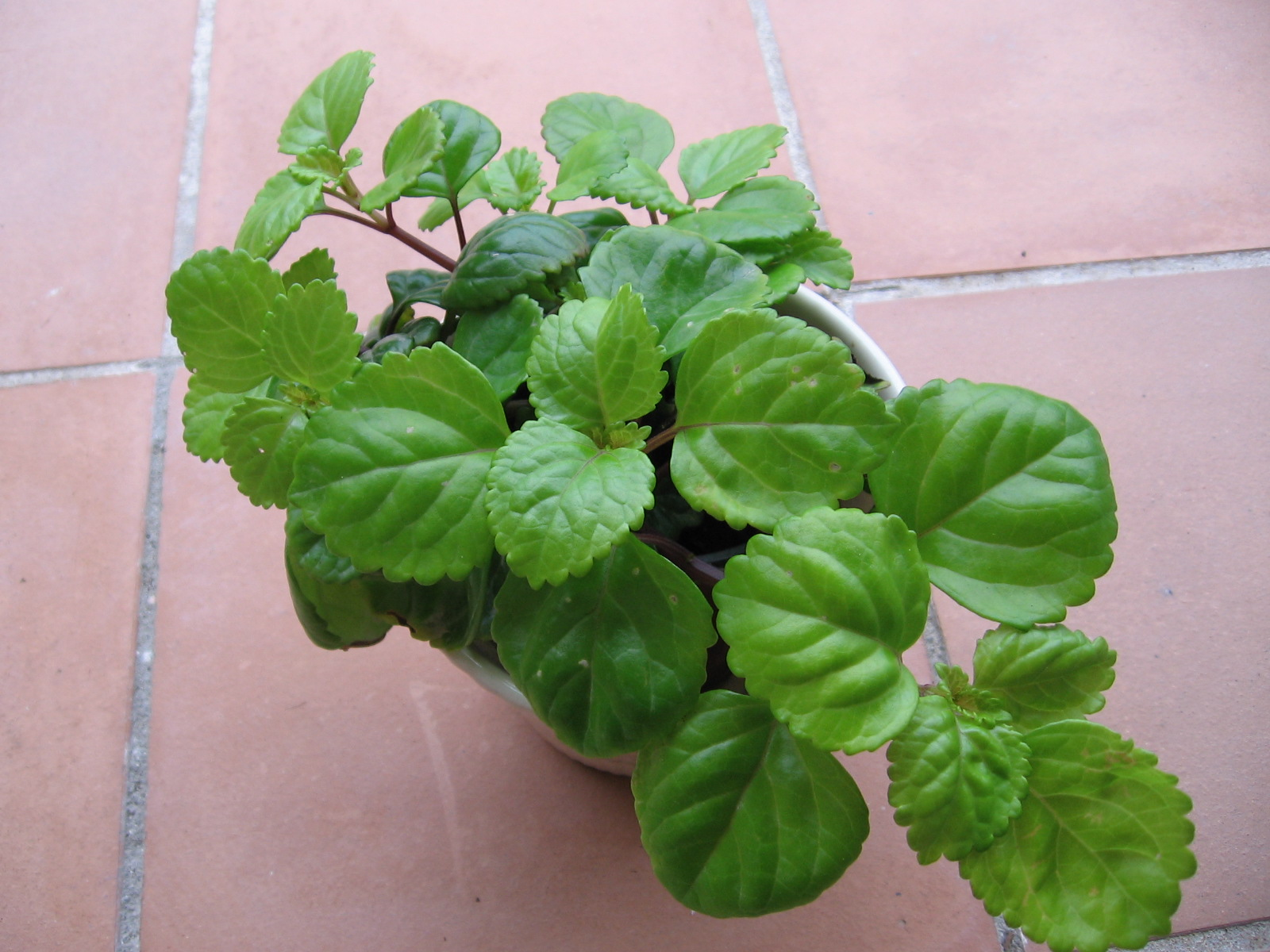
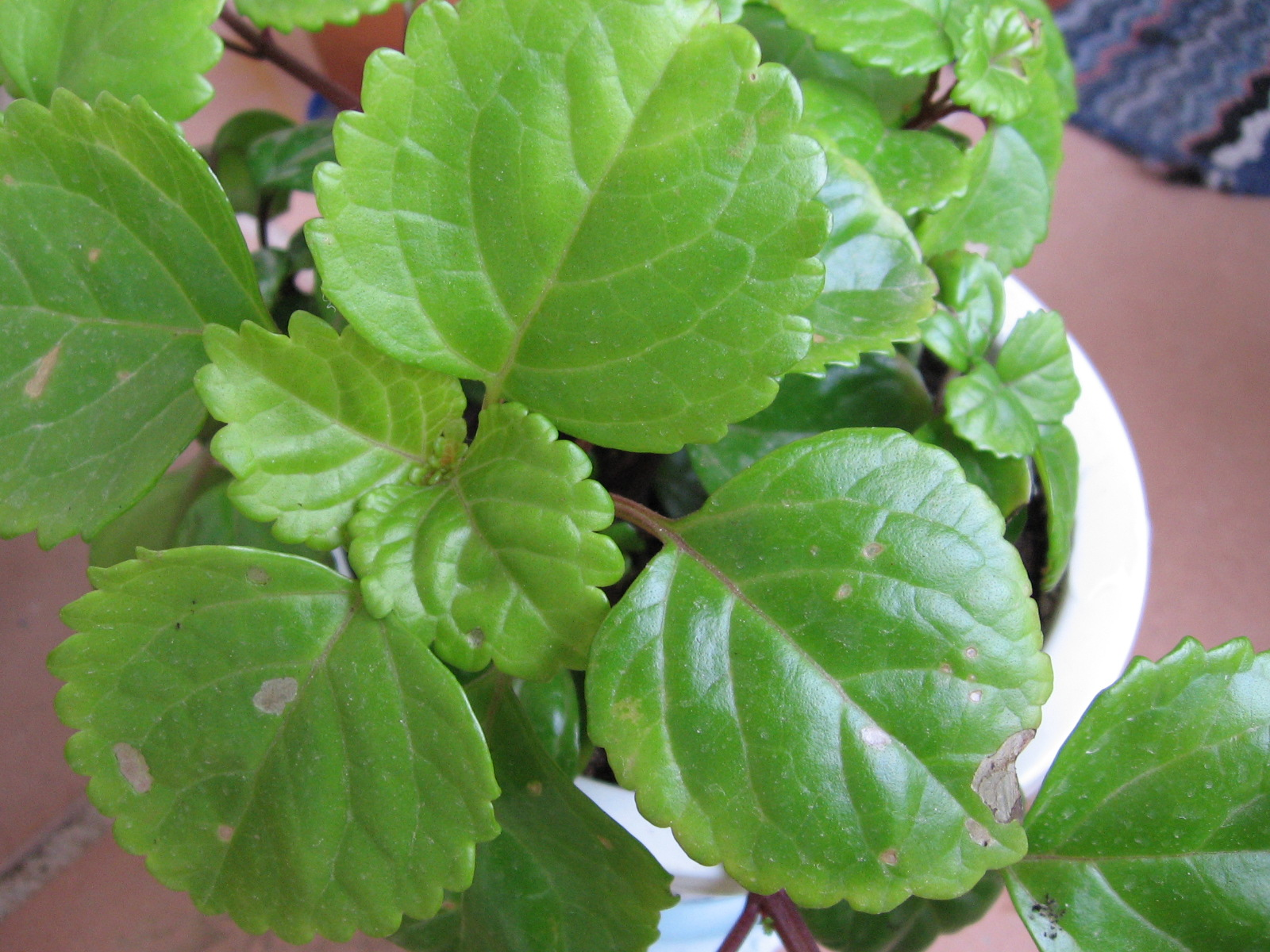
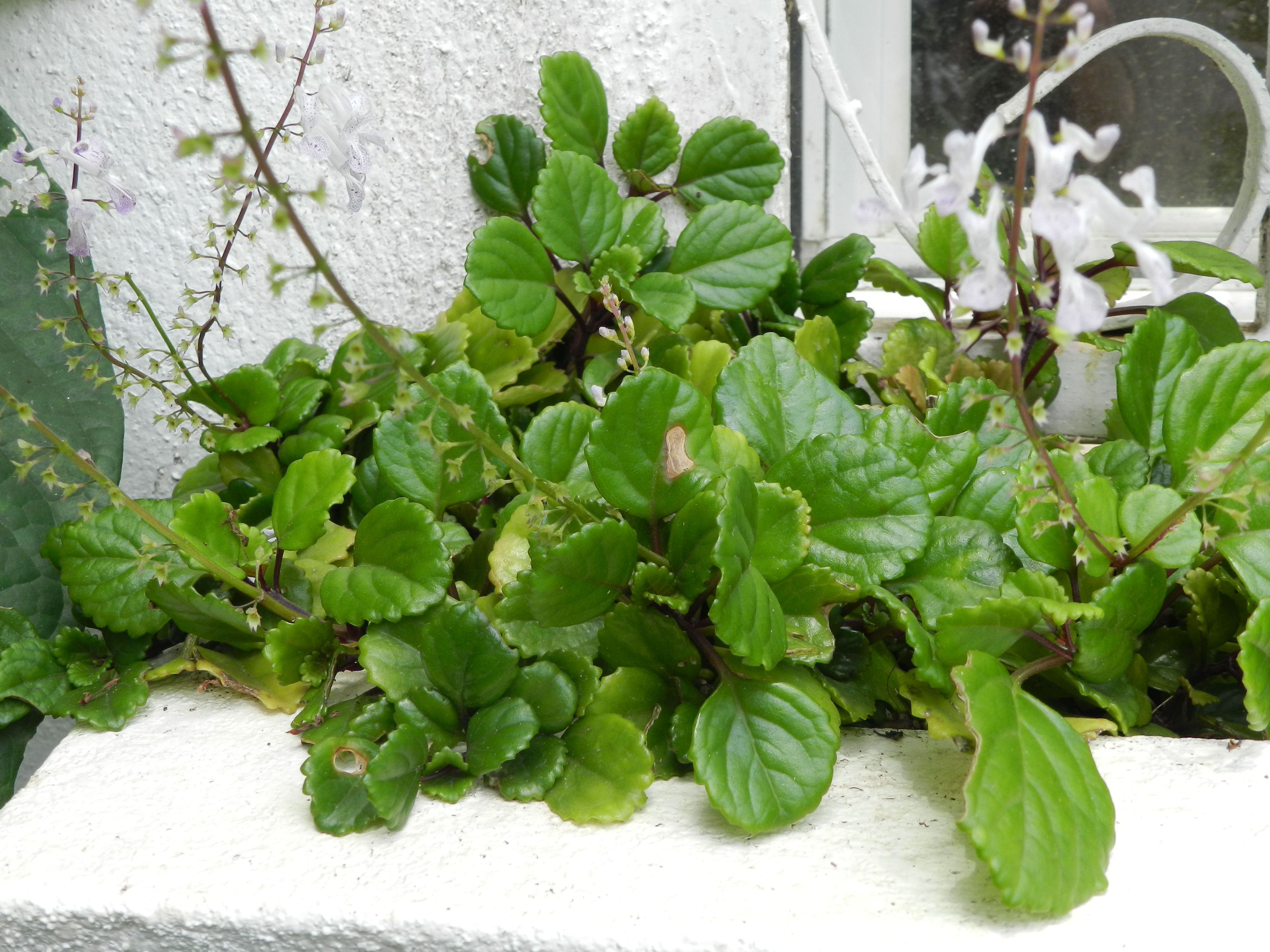
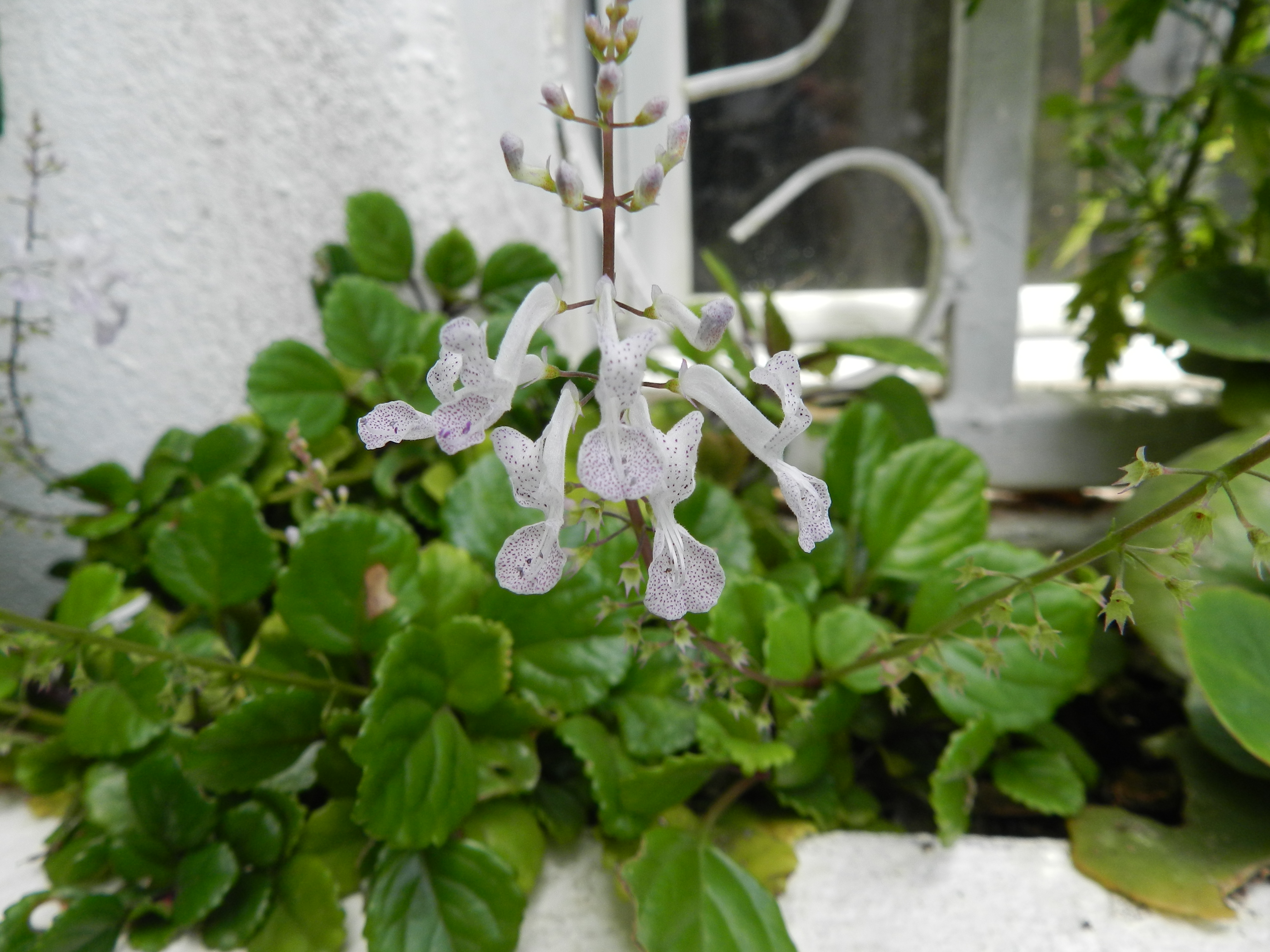